# Jørgen Jensen (sølvsmed)
 For alternative betydninger, se Jørgen Jensen. (Se også artikler, som begynder med Jørgen Jensen)
Jørgen Jensen (1895-1966) var sølvsmeden Georg Jensens ældste søn, uddannet hos faderen og i München. Han var fra 1917-23 ansat hos Georg Jensen. Havde 1923-36 eget værksted i Stockholm og var fra 1936-62 designer hos Georg Jensen.